# Ahto Levi
Ahto Levi, właśc. Levi Lippu (ur. 18 czerwca 1931 w Kuressaare, zm. 20 stycznia 2006 w Moskwie) — estoński pisarz tworzący w języku rosyjskim.

## Życiorys
Uczył się w szkołach podstawowych w Kaali i Kuressaare w latach 1938–1944. W 1944 trafił do Niemiec (przebywał m.in. we Flensburgu i Augsburgu). W latach 1944–1945 służył w służbie pomocniczej Luftwaffe. Został uwięziony w Brandenburgii. Powrócił do Estonii w 1947 roku.
W latach 1948–1963 był więziony w  łagrach (m.in. w Tomsku, Kałudze i Kirowohradzie), z których wielokrotnie uciekał.  Po zwolnieniu zamieszkał w Mołdawii. 
W latach 1965–1967 współpracował z wyprawami geologicznymi w Karpatach. W latach 1967–1968 pracował jako rybak na Sachalinie. W 1968 rozpoczął działalność literacką w Moskwie. 
Pod koniec życia Levi mieszkał w Tartu i Moskwie. 

## Twórczość
W 1968 wydał napisaną w łagrze autobiograficzną powieść w języku rosyjskim „Notatnik Szarego Wilka”, która ukazała się w tym samym roku również w języku estońskim, a następnie także i w innych (łącznie w 16) językach. Na jej podstawie w 1971 roku w wytwórni Mosfilm nakręcono film pod tytułem „Powrót do życia” („Возвращение к жизни”). W 1973 wydał jej kontynuację zatytułowaną „Uśmiech fortuny”.
Kolejne powieści to „Nie uciekniesz przed własnym cieniem” (1979) oraz dotycząca Tartu „Посредине пути” / „Poolel teel” („W połowie drogi”; 1988). Wydana w tym samym roku powieść „Такой смешной Король” / „Niisugune naljakas kuningas” („Taki zabawny król”) opowiada o dzieciństwie pisarza.

## Polskie przekłady
- Notatnik Szarego Wilka (Записки Серого Волка / Halli Hundi päevik 1968, polski przekład 1971)
- Uśmiech fortuny (Улыбка фортуны / Fortuuna naeratus 1973, polski przekład 1974)
- Nie uciekniesz przed własnym cieniem (Бежать от тени своей / Põgeneda oma varju eest 1979, polski przekład 1983)

## Odsyłacze zewnętrzne
- https://arhiiv.saartehaal.ee/2016/11/03/linn-ei-toeta-ahto-levi-malestuse-jaadvustamist/
- http://kes-kus.ee/unustatud-raamat-peeter-sauter-nilpsab-noorusaja-maiuste-perra-olge-lahked-ahto-levi-ja-tema-halli-hundi-paevik/
- https://kultuur.postimees.ee/1870995/ahto-levi-siirdub-lapsepolveradadele
- https://www.ohtuleht.ee/78672/vene-elu-luubi-all